# Emblema de la República Socialista de Rumania
El emblema de la República Socialista de Rumania fue el emblema nacional de Rumania durante el período comunista entre 1947 y 1989.

## Descripción
El emblema estaba constituido por un paisaje, que consiste en un bosque de abetos y una montaña, cerca de los cuales hay un lago. En el bosque, hay una torre de perforación, y en cielo, detrás de la montaña, hay un sol naciente. Todo esto está rodeado por dos espigas de trigo que tienen entrelazado un listón con los colores de la bandera nacional, y sobre el paisaje, hay una estrella roja, símbolo del socialismo.

## Historia
Después de 1948, las autoridades comunistas cambiaron tanto la bandera como el escudo de armas. El escudo de armas se volvió más emblemáticamente fiel al simbolismo comunista : un paisaje (que representa un sol naciente, un tractor y un taladro petrolero) rodeado de cepas de trigo atadas con una tela con los colores de la bandera nacional . El patrón del emblema se inspiró en el emblema estatal de la Unión Soviética .
Entre 1948 y 1966, hubo tres variantes. El primero llegó poco después de 1948 (la proclamación de la república popular). El emblema muestra un paisaje con un bosque de abetos y un promontorio, al lado de una torre de perforación y en el cielo un sol naciente en toda regla. En las espigas, estaban el trigo con el lema "RPR" en letras blancas en una cinta. En 1952, se agregó la estrella roja.
El cambio final al emblema comunista tuvo lugar en 1965 cuando Rumania dejó de ser una República Popular y se convirtió en una República Socialista . En este momento, la redacción cambió de RPR a Republica Socialistă România con algunos cambios menores en la cinta. El emblema permaneció en uso hasta la caída de Nicolae Ceaușescu y el régimen comunista, el emblema comunista fue eliminado de todas las banderas y sellos oficiales. Algunas banderas tenían un agujero (un símbolo de la revolución) y otras cambiaron al formato oficial azul-amarillo-rojo posterior. La redacción cambió a solo Rumania. El nuevo escudo de armas reemplazó al emblema socialista en 1992.

Enero–Marzo 1948
Marzo 1948 - 1952
1952-1965